# Розширення спектральної лінії за рахунок обертання зорі

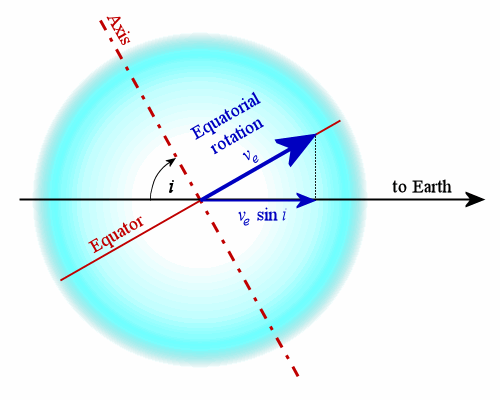
Вісь обертання зорі нахилена під кутом i до променя зору земного спостерігача. Лінійна швидкість обертання зорі на її екваторі позначається як v_{e}.

Розши́рення спектра́льної лі́нії за раху́нок оберта́ння зорі́ — механізм, який дає основний вклад у спостережуване розширення спектральних ліній у спектрах зір і планет.

## Фізичний зміст
Під час спостереження зорі ми бачимо лише її поверхневі шари (що відповідають її фотосфері), звідки до нас доходить випромінювання. При осьовому обертанні зорі атоми різних хімічних елементів, що містяться в її фотосфері, обертаються разом з нею. Таким чином, з одного боку видимого диску зорі (розділеного віссю обертання) ці атоми наближаються до спостерігача, а з другого — віддаляються від нього. У формування кожної спектральної лінії роблять внесок атоми, розташовані на всій видимій частині фотосфери, тому завдяки ефекту Доплера спектральна лінія в спектрі зорі з осьовим обертанням буде розширена завдяки зсуву довжини хвилі випромінювання: у синій бік завдяки атомам, що наближаються, у червоний бік — завдяки атомам, що віддаляються.
Найбільший внесок в утворення кожної лінії дають атоми, що перебувають поблизу центру видимого диску зорі (внаслідок видимості глибших шарів фотосфери). Напрямок руху цієї частини фотосфери буде перпендикулярним променю зору, тому випромінювання цих атомів майже не зазнає Доплерівського зсуву.

### Профіль спектральної лінії
Унаслідок симетричного розподілу напрямку й значень швидкості обертання на поверхні зорі профіль спектральної лінії залишається симетричним. Ефект Доплера (за умови максвелівського розподілу швидкостей атомів) дає гаусівський профіль спектральної лінії. Проте в реальних спектрах, де існує також природне розширення лінії, яке надає лінії профілю Лоренца, спостережуваний профіль спектральної лінії являє собою згортку профілю Лоренца та профілю Гаусса й має назву профіль Фойґта.

## Vsin(i)
Саме розширення спектральних ліній через осьове обертання зорі дає можливість вимірювати величину Vsin(i). Указаний параметр є проєкцією екваторіальної швидкості осьового обертання зорі на промінь зору й вимірюється в км/с. V — це значення швидкості обертання на екваторі зорі, а i — це кут нахилу осі обертання до променя зору. Для того щоб отримати власне екваторіальну швидкість обертання зорі, необхідно спершу визначити кут i між променем зору та віссю обертання, застосовуючи інші методи. Тому значення параметра Vsin(i) дає змогу оцінити лише нижню межу екваторіальної швидкості обертання, але не саму швидкість.

### Оцінювання максимального значення періоду обертання зорі
Маючи значення Vsin(i) (у км/с), можна визначити максимальну величину періоду обертання зорі (у днях) через значення її радіусу (вираженого в радіусах Сонця), використовуючи формулу
{\displaystyle P_{max}=50.613{\frac {R_{*}}{V\sin {i}}}}.
Для цього припускають, що i=90° й, відповідно, що екваторіальна швидкість обертання безпосередньо рівна Vsin(i). Проте в переважній більшості випадків таке припущення неслушне, бо кут i може бути менший за 90°. Тому екваторіальна швидкість обертання зорі завжди більша або дорівнює значенню Vsin(i), і, відповідно, період осьового обертання завжди менший або дорівнює Pmax.

### Стабільність величиниVsin(i)
Оскільки спостерігач завжди перебуває на Землі (у випадку наземних спостережень) або в навколоземному космічному просторі (у випадку спостережень з борту космічного телескопа), а зорі є дуже віддаленими об'єктами в космосі, то для кожної окремої зорі кут i залишається практично незмінним у часі (за винятком випадків прецесії чи нутації осі обертання зорі). Хоча екваторіальна швидкість обертання зорі може поступово змінюватися в процесі еволюції зорі, але протягом тисяч років такі зміни дуже незначні. Відповідно, параметр Vsin(i) для кожної окремої зорі можна вважати майже постійним.

## Спостереження
Для зір однакових спектральних класів ширина спектральної лінії пропорційна екваторіальній швидкості обертання зорі.
Разом з тим є зорі, що обертаються не як тверде тіло, а диференційно: коли кутова швидкість обертання більша на екваторі зорі й дещо менша поблизу полюсів (приклад — наше Сонце). Для таких зір разом з величинами параметрів Vsin(i) та i слід також знати закон диференційного обертання, щоб визначити їхню лінійну швидкість обертання на екваторі. Відомі також випадки диференційного обертання зір, коли кутова швидкість обертання на екваторі зорі менша за кутову швидкість обертання поблизу полюсів[джерело?].